# Pacto Civil de Solidariedade
O Pacto Civil de Solidariedade (em francês: Pacte Civil de Solidarité, PaCS) é uma forma de união civil na França.
Trata-se de um contrato previsto pelo Direito francês. A lei que instituiu o PACS foi votada em 1999 no governo de Lionel Jospin. O PACS é uma parceria contratual entre duas pessoas maiores (os parceiros), independente do sexo, tendo como objetivo organizar a vida em comum.
O pacto tem de ser subscrito por ambos os interessados num tribunal local. As duas pessoas que celebram o PaCS passam a ter direitos e deveres em termos de: descontos em impostos, direitos de habitação e segurança social, assim como responsabilidade mútua no tocante a dívidas e contratos.
A lei do PaCS não dá direitos de adopção ou custódia. Alguns dos direitos previstos na lei são válidos apenas três anos após o registo.
Em 95% dos casos, pesquisados em janeiro 2010, é celebrado entre parceiros de sexos opostos.

## No Brasil
Durante as discussões sobre o Projeto de lei n.º 1151, de 1995, que institui a união civil entre pessoas do mesmo sexo no Brasil, de autoria da então deputada federal Marta Suplicy (projeto esse que teve um substitutivo aprovado com o nome de parceria civil registrada, ainda pendente de votação), o relator do projeto na Câmara dos Deputados, Roberto Jefferson, apresentou um projeto de lei de sua autoria, nº 5252, de 2001, que instituía o pacto de solidariedade, inspirado na lei francesa. Esse projeto não se refere apenas a pessoas do mesmo sexo: o pacto pode ser feito entre pessoas de sexos opostos ou não. Como o deputado não foi reeleito, seu projeto acabou arquivado.